# ISO 26000
La ISO 26000 in Italia UNI ISO 26000 "Guida alla responsabilità sociale" è una guida per tutti i tipi di organizzazioni, indipendentemente dalle dimensioni e localizzazioni, e fornisce indicazioni su concetti, termini e definizioni relativi alla responsabilità sociale; oltre alle premesse storiche, alle tendenze ed alle caratteristiche della responsabilità sociale.
La ISO 26000 è stata sviluppata dall'ISO/TMBG Technical Management Board - groups. 
Per ACCREDIA non è uno standard certificabile.

## Storia
Il progetto ISO 26000 è iniziato nel 2005 con il contributo di esperti ed osservatori provenienti da 99 Paesi dei quali 69 appartenenti all'area dei Paesi in via di sviluppo. Dopo un intenso lavoro durato cinque anni il Gruppo ISO/TMBG ha raggiunto un accordo condiviso per la pubblicazione.
ISO 26000, pubblicata per la prima volta a Novembre 2010, ha l’intento di aiutare le organizzazioni a contribuire allo sviluppo sostenibile, di incoraggiarle ad andare al di là del mero rispetto delle leggi, di promuovere una comprensione comune nel campo della responsabilità sociale e di integrare altri strumenti ed iniziative per la responsabilità sociale, ma non di sostituirsi ad essi. La ISO 26000 non è una norma di sistema di gestione e non è destinata a fini di certificazione, né a fini regolamentari o contrattuali. Tuttavia vi sono schemi di certificazione (es. SR 10 IQNet) e di responsible labelling che prendono come riferimento i requisiti della norma ISO 26000 per la valutazione di un sistema di gestione per la responsabilità sociale oppure dei rischi di impatti avversi legati a uno o più aspetti della responsabilità sociale.
L'ente italiano di normazione (UNI) ha recepito la versione ISO nella UNI EN ISO 26000 con emissione 2020. 

## Principali requisiti della norma
La ISO 26000 adotta lo schema in 7 capitoli nella seguente suddivisione:
1. Scopo
2. Termini e definizioni
3. Comprendere la responsabilità sociale
4. Principi di responsabilità sociale
5. Riconoscere la responsabilità sociale e coinvolgere le parti interessate
6. Guida ai temi fondamentali della responsabilità sociale
7. Guida all'integrazione della responsabilità sociale in tutta l'organizzazione